# گور صخره بیرجند
گور صخره بیرجند مربوط به دوره اشکانیان - دوره ساسانیان است و در شهرستان ایرانشهر، بخش مرکزی، دهستان نایگون، ۱۷ کیلومتری جنوب شرقی روستای اله آباد نایگون واقع شده و این اثر در تاریخ ۲۶ اسفند ۱۳۸۷ با شمارهٔ ثبت ۲۵۹۱۳ به‌عنوان یکی از آثار ملی ایران به ثبت رسیده است.